# بخش بیرویل، شهرستان ایتاسکا، مینه سوتا
بخش بیرویل (به انگلیسی: Bearville Township) یک منطقهٔ مسکونی در ایالات متحده آمریکا است که در شهرستان ایتاسکا، مینه‌سوتا واقع شده‌است.
 بخش بیرویل ۱۸۸٫۹ کیلومتر مربع مساحت و ۲۰۵ نفر جمعیت دارد و ۴۳۱ متر بالاتر از سطح دریا واقع شده‌است.